# 24962 Kenjitoba
24962 Kenjitoba è un asteroide della fascia principale. Scoperto nel 1997, presenta un'orbita caratterizzata da un semiasse maggiore pari a 3,1955528 UA e da un'eccentricità di 0,1215522, inclinata di 6,05166° rispetto all'eclittica.